# Mingrélie
La Mingrélie ou Mégrélie (géorgien : სამეგრელო, Samegrelo, mingrélien : სამარგალო, Samargalo) est une province puis principauté historique du royaume de Géorgie également nommée Odishi.

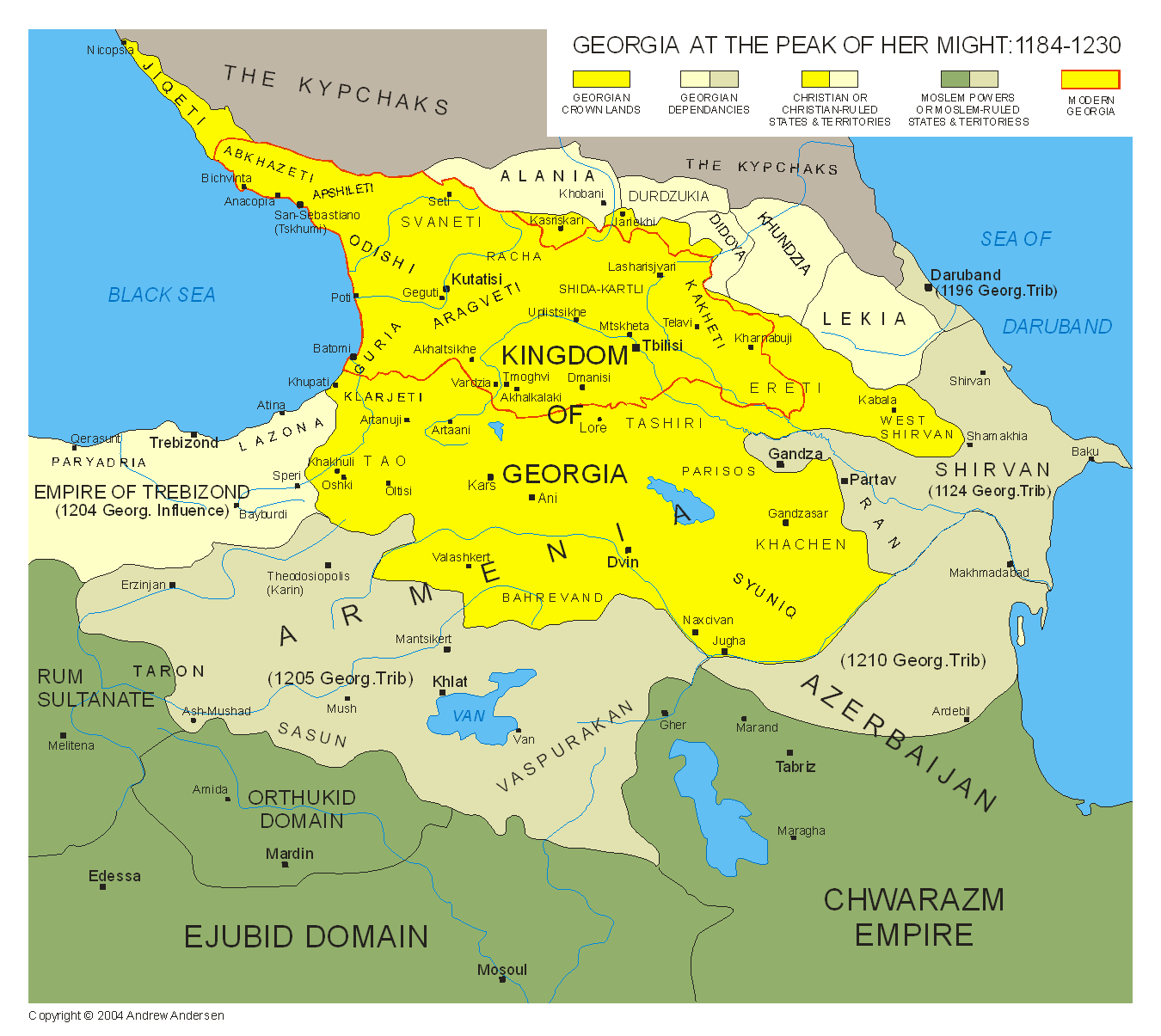
Géorgie, 1220

Principauté de Samegrelo, 1500-1850 environ

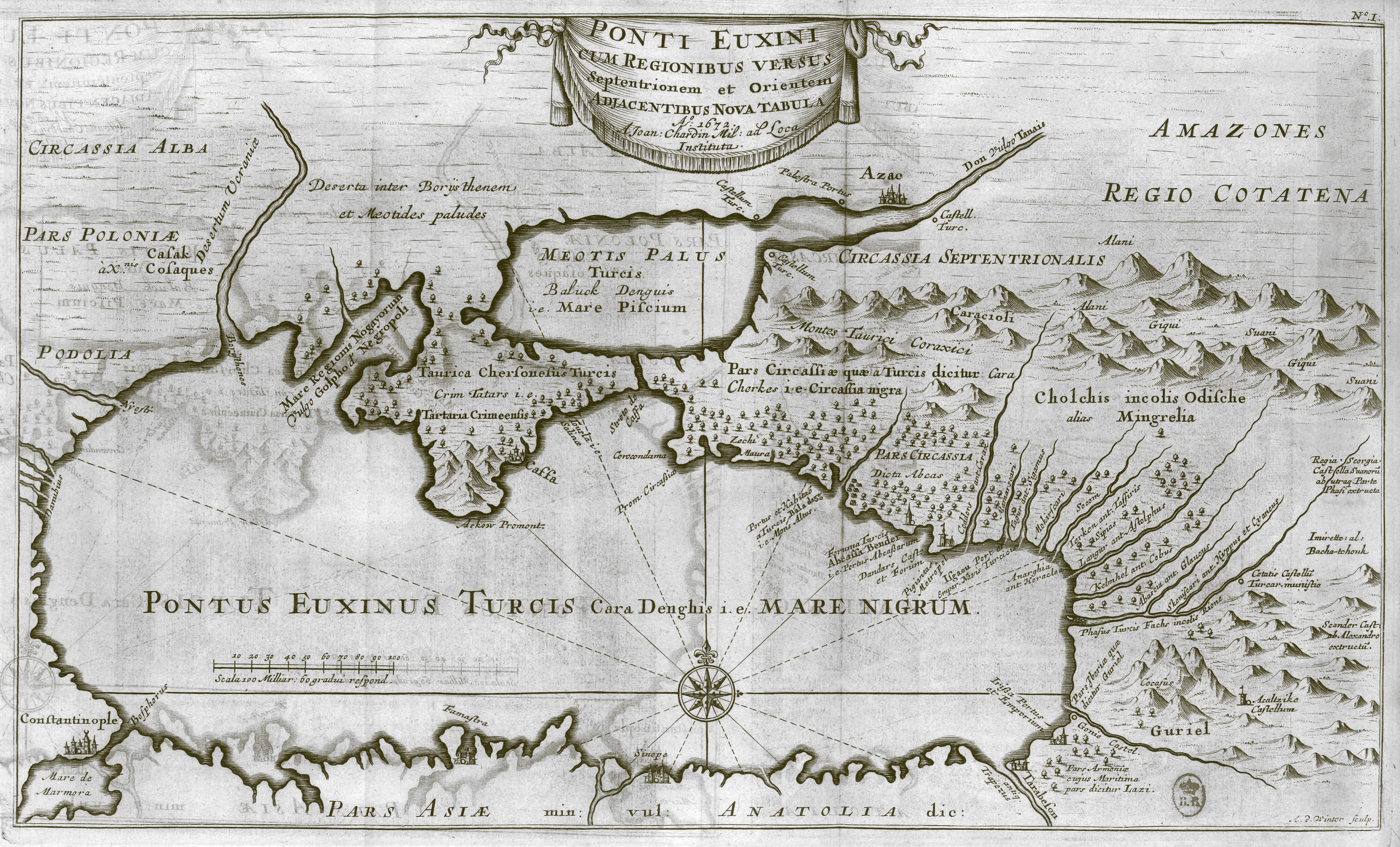
Carte de la Mer Noire par Jean Chardin (1672).

## Historique

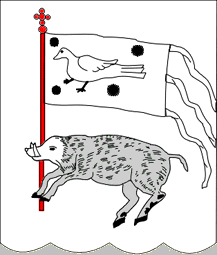
Armoiries de la principauté de Mingrélie.

La Mingrélie est une ancienne province du grand royaume d'Iméréthie bordée par la mer Noire à l'ouest et riveraine au nord-ouest de l'Abkhazie, de la Svanétie au nord, de l'Iméréthie proprement dite à l'est et de la Gourie au sud.
La Mingrélie recouvre l'antique royaume de Colchide et l'État successeur du haut Moyen Âge d'Egrissi. Entre le XIe et le XVe siècles, la Mingrélie est incluse dans le royaume unitaire de Géorgie. Lors de la dissolution de ce dernier, elle suit provisoirement le sort du royaume de Géorgie occidentale d'Alexandre II d'Iméréthie avant d'acquérir son indépendance de fait puis de droit.
Depuis son origine, la Mingrélie est gouvernée par une dynastie de féodaux, les "Dadiani", avec le titre de « duc de Bedia, d'Egrissi et d'Odichi » dès le début du XIIIe siècle puis de princes indépendants à partir de 1491. Après l'extinction de la première lignée de Dadiani en 1691, le pouvoir est exercé par une seconde lignée dite des « Dadiani Tchikovani ».
Le général Paul Tsitsianov obtient le 2 décembre 1803 que le Dadiani Grigol (1793-1804) se mette sous la protection de l’Empire russe. À la mort de ce dernier, il impose son fils Léon V, âgé de 14 ans, comme nouveau Dadiani (1804-1846) au détriment de son oncle Manutchar. La principauté  est annexée de facto lors de la création le 20 juillet 1857 d'un poste de gouverneur de Mingrélie par le général Alexandre Bariatinski, gouverneur général du Caucase, puis de jure en 1867 lorsqu'elle est rattachée au gouvernement de Koutaïssi, dirigé par le gouverneur Koloubakine.